# Stephanie Rothman

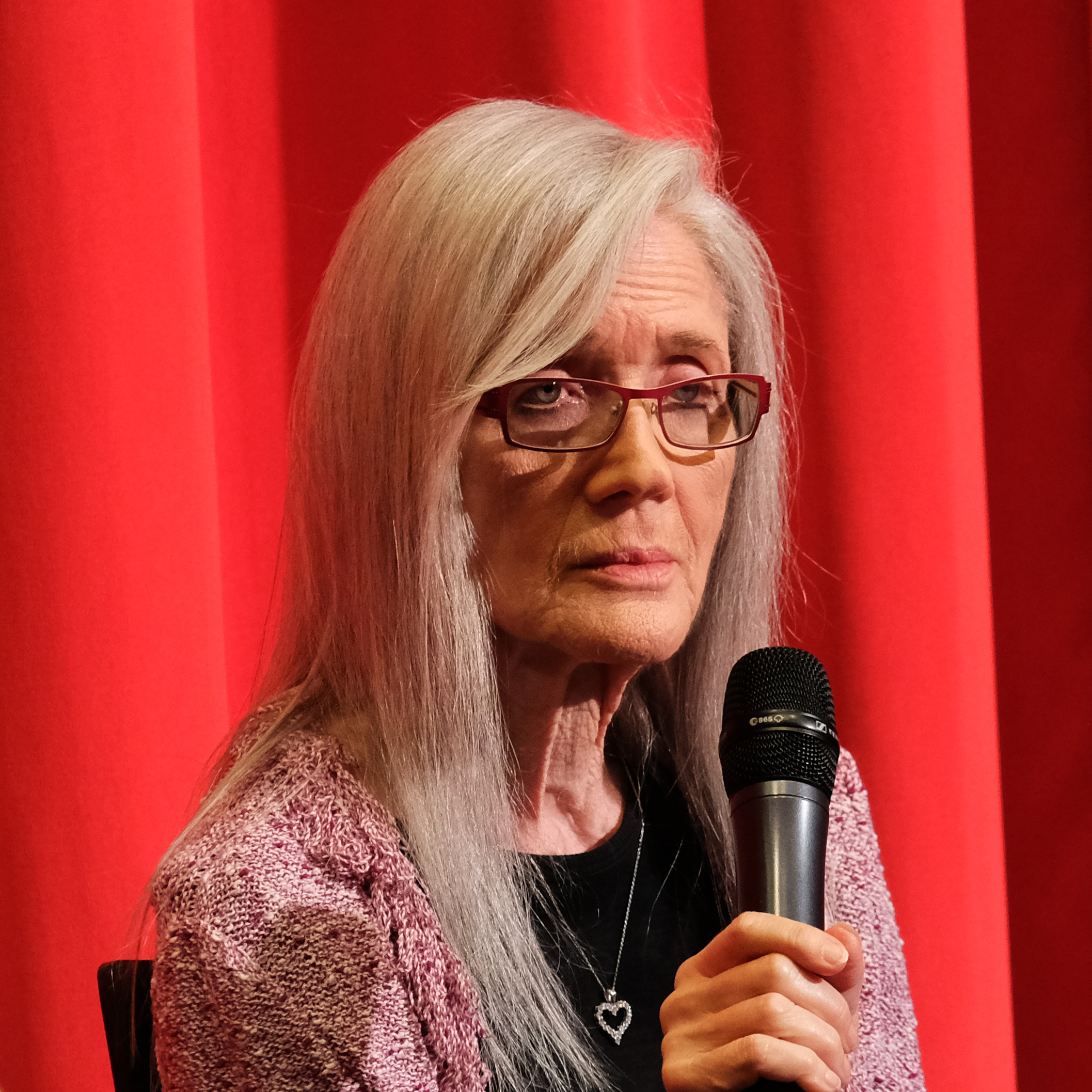
Stephanie Rothman (2024)

Stephanie Rothman (9 de noviembre de 1936, Paterson, Nueva Jersey, Estados Unidos) es una directora de cine, productora y guionista conocida por sus películas de explotación independientes de bajo presupuesto realizadas en las décadas de 1960 y 1970, especialmente The Student Nurses (1970) y Terminal Island (1973).

## Biografía

### Primeros años de vida
Rothman fue criada en Los Ángeles y estudió sociología en UC Berkeley. En una entrevista con Colleen Kelsey para Interview Magazine, dijo que se interesó en el cine después de ver El séptimo sello (1957): "En ese momento, no sabía cómo convertirme en cineasta. Ni siquiera sabía si era posible. Cuando la vi pensé: 'Esto es lo que me gustaría hacer, me gustaría hacer una película como esta'. Películas pequeñas, muy reflexivas y de estilo europeo. Quería ser guionista y directora". 

### Trabajo con Roger Corman
De 1960 a 1963, Rothman estudió cine en la Universidad del Sur de California, donde conoció al cineasta Charles S. Swartz, con quien después se casaría. Su mentor fue el presidente del departamento de cine, Bernard Cantor.  Se convirtió en la primera mujer en recibir la beca del Directors Guild of America, otorgada anualmente al director de una película estudiantil. Gracias a este reconocimiento y sus calificaciones académicas, Roger Corman le ofreció trabajo de asistente en 1964. Entre las películas en las que trabajó para Corman están Beach Ball (1965), Voyage to the Prehistoric Planet (1965) y Queen of Blood (1966). 
Al hablar de sus inicios en la industria, Rothman comentó en una entrevista de 2007 con Henry Jenkins, de Pop Junctions: "Era raro que alguien que no tuviera conexiones familiares encontrara empleo en la industria cinematográfica, dentro o fuera de la jurisdicción de los sindicatos. Era aún más raro que contrataran a una mujer. Era tradicional excluirnos de casi todos los tipos de trabajo detrás de la cámara". 
Corman le pidió a Rothman que volviera a filmar grandes segmentos de la película Blood Bath (1966), trabajo por el que ella y Jack Hill comparten el crédito como directores de la película.

### It's a Bikini World
El trabajo de Rothman en Blood Bath impresionó tanto a Corman que produjo su primer largometraje, It's a Bikini World, filmada en 1965 y estrenada hasta 1967. Sobre su experiencia, Rothman comentó:
"Me deprimí mucho después de hacer It's a Bikini World . Tenía sentimientos muy ambivalentes sobre seguir dirigiendo si eso era todo lo que iba a poder hacer. Me retiré durante varios años hasta que, más que nada en el mundo, quería hacer películas." 

### The Student Nurses
En 1970, Corman fundó su nueva productora y distribuidora New World Pictures y contrató a Rothman para escribir y dirigir su segunda película, The Student Nurses (1970), enfocada en cuatro jóvenes estudiantes de enfermería. Rothman tuvo libertad creativa para explorar temas políticos y sociales que le interesaban, como el aborto y la inmigración. The Student Nurses tuvo tanto éxito que inició una tendencia enfocada en películas sobre enfermeras y ayudó a establecer a New World como una fuerza comercial viable.

### Dimension Pictures
Rothman y su marido dejaron a Corman a inicios de la década de 1970 para crear Dimension Pictures . Mientras estuvo allí, no recibió mayor libertad creativa ni la oportunidad de dejar el género de explotación, pero recibió más dinero y fue dueña de una pequeña parte de la empresa. 

## Reconocimiento y legado
Las películas de Rothman han recibido muchas críticas positivas, en especial de escritoras feministas como Pam Cook y Claire Johnson.  Fue honrada con una retrospectiva de su trabajo en el Festival Internacional de Cine de Viena de 2007. En 2019, la profesora Rebekah McKendry, académica enfocada en cine de horror y profesora de cine en la USC,  y Etheria Film Night crearon la beca Stephanie Rothman con el propósito de reconocer y premiar la creatividad y pasión de las estudiantes de cine enfocadas en el cine de género.

## Filmografía
| Año  | Título              | Notas                      |
| ---- | ------------------- | -------------------------- |
| 1974 | The Working Girls   |                            |
| 1973 | Terminal Island     |                            |
| 1972 | Group Marriage      |                            |
| 1971 | The Velvet Vampire  |                            |
| 1970 | The Student Nurses  |                            |
| 1967 | It's a Bikini World |                            |
| 1966 | Blood Bath          | co- dirigida con Jack Hill |

## Otras lecturas
- Terry Curtis Fox (Noviembre–Diciembre, 1976). «Fully Female». Film Comment.
- Peary, Dennis (1997). «Stephanie Rothman: R-Rated Feminist». Women and the cinema: a critical anthology. Dutton. ISBN 0525474595.
- Kozma, Alicia (2022). The Cinema of Stephanie Rothman: Radical Acts in Filmmaking. University Press of Mississippi. ISBN: 9781496841049.